# Mao Anying

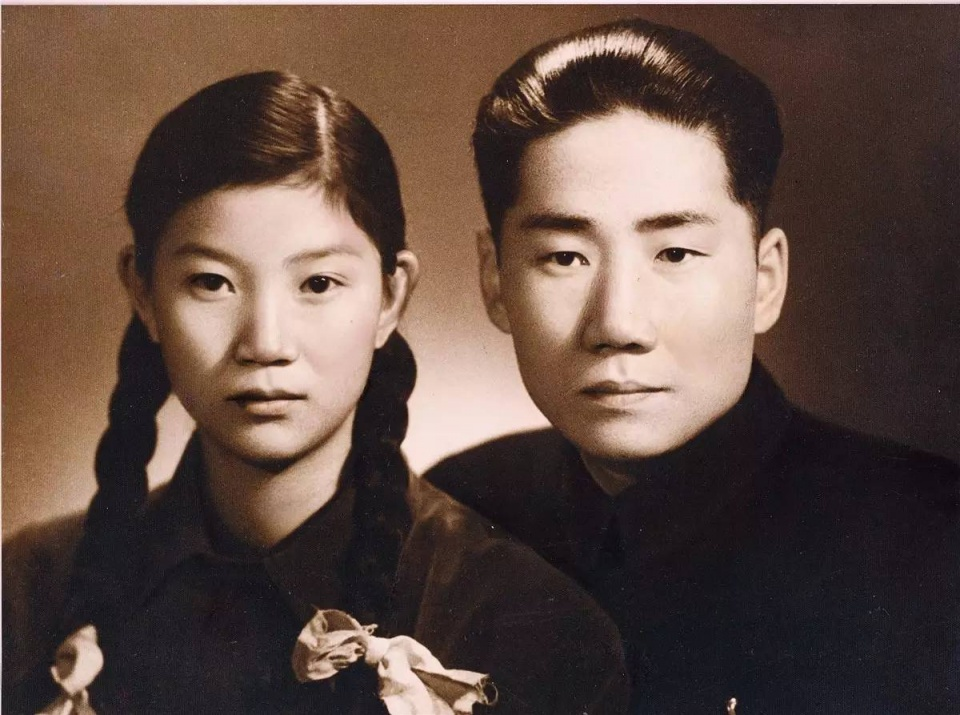
Mao Anying med sin fru Liu Songlin.

Mao Anying (kinesiska: 毛岸英, Pinyin: Máo Ànyīng), född den 24 oktober 1922 i Changsha, död den 25 november 1950 i Tongchang i Norra Pyongan, var en kinesisk kommunist och militär. Han var äldste son till Mao Zedong och Yang Kaihui. Han fick sin utbildning i Moskva och dödades i samband med ett luftangrepp under Koreakriget.

## Liv och karriär

### Uppväxt och studier
Mao Anying föddes i Changsha 1922. 1930, då han var omkring åtta år, avrättades hans mor av Guomindang-regeringen 1930 varefter han och hans yngre bror Mao Anqing flydde till Shanghai. Där bodde de med pastor Dong Jianwu (董健吾), som var medlem i kommunistpartiet. 1933 flyttade kommunisterna sitt högkvarter till Jiangxi och deras far, Mao Zedong, bodde då i Jiangxi. Bröderna blev under den tiden hemlösa och tvingades bo på gatan. 1936 fördes Anying till Paris av Li Du och därefter till Moskva där han studerade under pseudonymen Xie Liaosha (謝廖沙). Under andra världskriget gick han med i den Röda armen. Efter kriget återvände han till Kina och gifte sig med Liu Songlin i oktober 1949.

### Koreakriget
Då Koreakriget bröt ut 1950 anmälde sig Anying som frivillig till Kinesiska folkets frivilliga armé som stödde Nordkorea. Eftersom han var Maos son var befälhavaren Peng Dehuai och andra kinesiska ledare till en början ovilliga att låta honom strida i Korea.